# Paál István (rendező)
Paál István (Szeged, 1942. június 13. – Győr, 1998. február 16.) Jászai Mari-díjas színházi rendező. Amatőr színházcsinálóként indult pályáján, s az 1970-es–1980-as évek egyik meghatározó avantgárd színházi rendezője lett.

## Életútja
1965-ben végezte el a szegedi József Attila Tudományegyetemet magyar szakos tanári diplomával, amely mellé 1968-ban a népművelői oklevelet is megszerezte. Már egyetemi tanulmányaival párhuzamosan, 1961-től tagja volt a szegedi Egyetemi Színpadnak, amelynek munkáját 1965-től 1974-ig művészeti vezetőként irányította. Ezzel párhuzamosan 1967-től dolgozott a Szegedi Nemzeti Színházban, az 1968/1969-es évadban pedig súgóként a kaposvári Csiky Gergely Színházban is. 1975-ben a Pécsi Nemzeti Színházhoz szerződött, de egy évad elteltével, 1976-tól már a szolnoki Szigligeti Színház rendezője, 1980-tól főrendezője volt. 1985-ben átszerződött a Veszprémi Petőfi Színházhoz, és ott végezte rendezői munkáját 1996-ig. Önkezével vetett véget életének.

## Munkássága
A színházművészeti pályán tett első, korai lépéseit műfaji kísérletezés jellemezte. Országos ismertséget Déry Tibor Az óriáscsecsemő című darabjának avantgárd szellemiségű színpadra állításával szerzett 1970-ben. Pályájára meghatározó jelentőségű volt a kezdeti siker, művészi munkásságát mindvégig a színpadi abszurd és groteszk ötvözete, a formai újítások jellemezték. A Grotowski-féle „szegény színház” eszményének és a nyugati radikális politikai kultúrának a hatására a társadalom és a hatalom viszonyáról, az egyén helytállásáról és áldozatvállalásáról szóló művek sorát állította színpadra (Örök Elektra, 1972; Petőfi-rock, 1973; Kőműves Kelemen, 1974). Előadásai a katolikus vallás motivikájából építkeztek, gyakran maga tervezte a díszleteket is.
A Színházi adattárban hatvan bemutatóját rögzítették (53 rendezés; 4 díszlettervezés; 3 színészi alakítás).
Rendezői munkássága elismeréseként 1980-ban Jászai Mari-díjat kapott.

### Főbb színházi rendezései
- Déry: Az óriáscsecsemő (Szeged, Egyetemi Színpad, 1970. március 22.)
- Örök Elektra (Szeged, Egyetemi Színpad, 1972)
- Petőfi-rock (Szeged, Egyetemi Színpad, 1973)
- Jarry: Übü király (Pécs, Nemzeti Színház, 1972)
- Sarkadi: Kőműves Kelemen (Szeged, Egyetemi Színpad, 1974)
- Mrożek: Tangó (Szolnok, Szigligeti Színház, 1979)
- Beckett: A játszma vége (Szolnok, Szigligeti Színház, 1979)
- Jarry: A láncra vert Übü (Szolnok, Szigligeti Színház, 1979)
- Shakespeare: Hamlet (Szolnok, Szigligeti Színház, 1981)
- Eörsi: Párbaj egy tisztáson (Veszprém, Petőfi Színház, 1981)
- Kleist: Homburg hercege (Szolnok, Szigligeti Színház, 1984)
- Witkiewicz: Egy kis udvarház (Szolnok, Szigligeti Színház, 1990)